# Stanage Edge

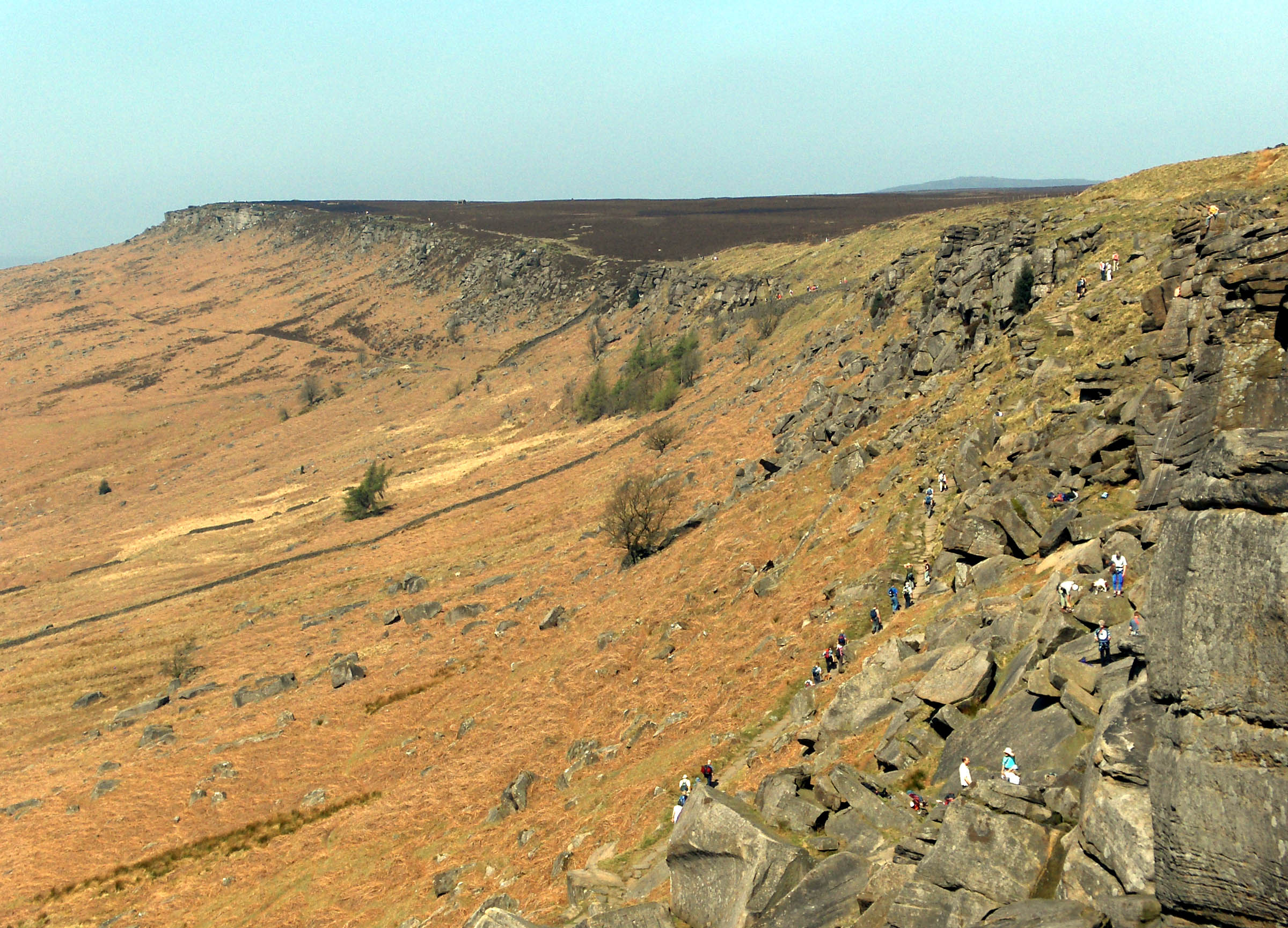
Stanage Edge

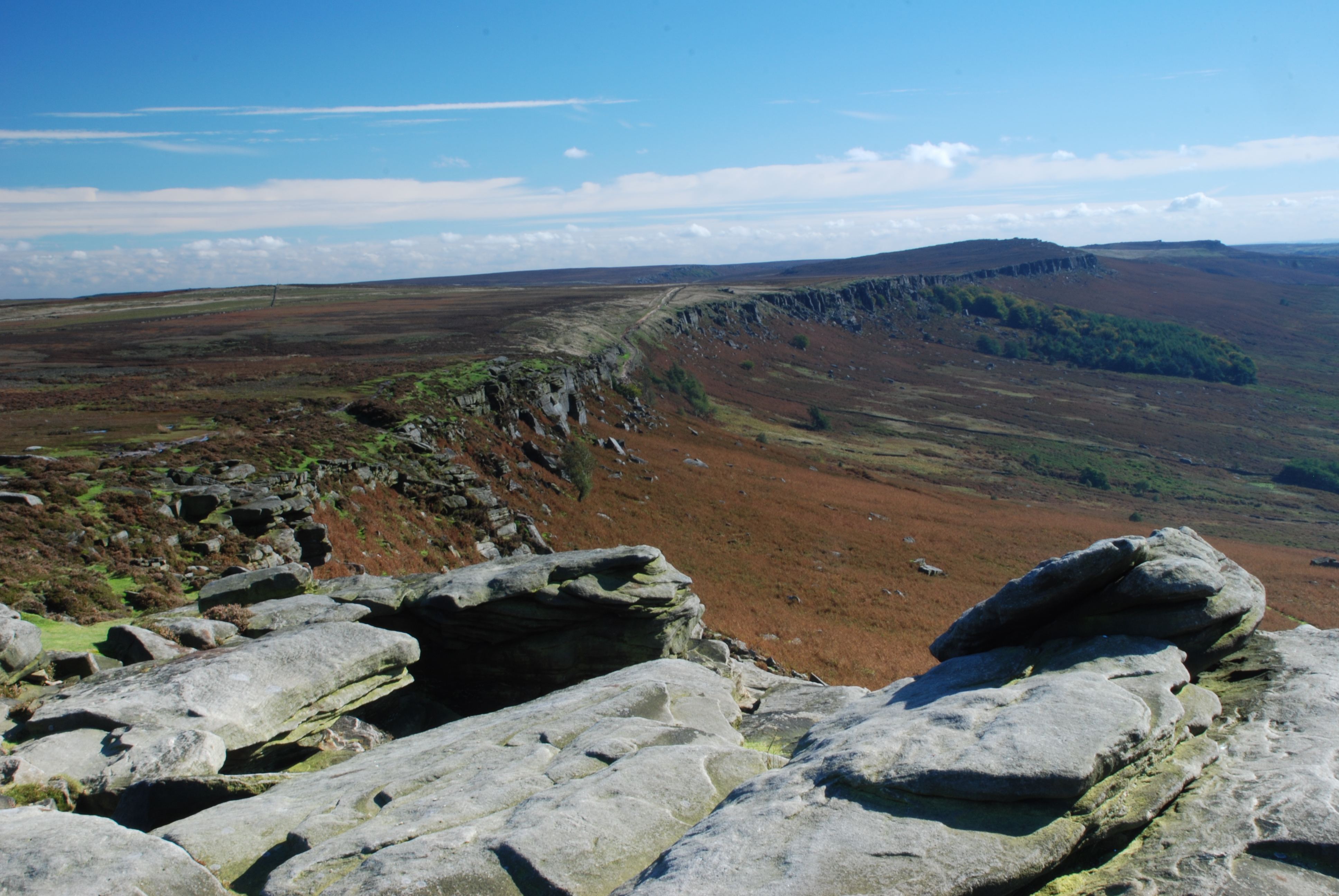
Stanage Edge

Stanage Edge, verkürzt auch Stanage (von englisch „Stone edge“, dt. „Steinkante“) ist ein Sandstein-Geländesteilabbruch im Peak-District-Nationalpark in Nordengland.

## Geografie und Wissenswertes

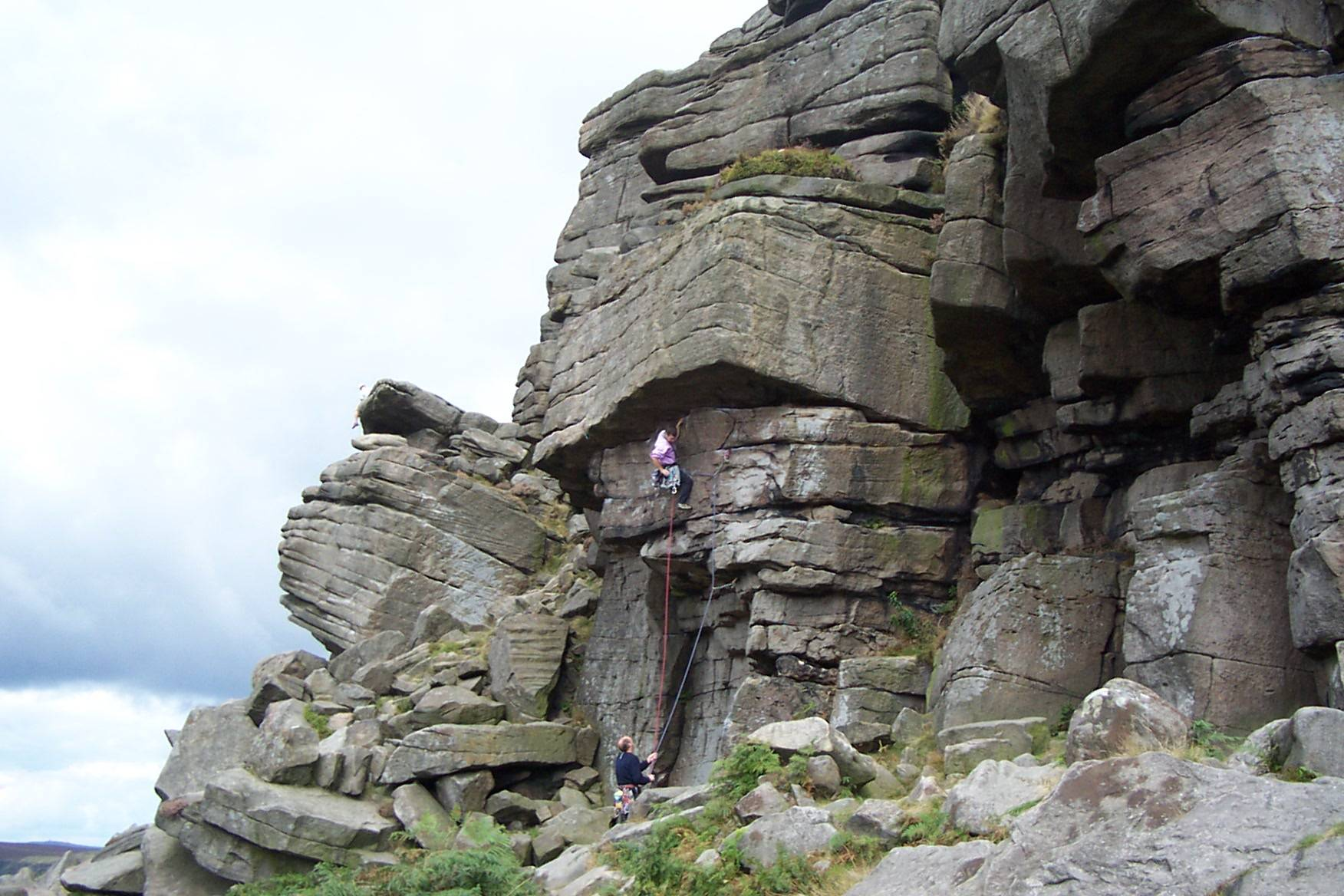
Kletterer an The Tippler (Schwierigkeitsgrad E1 5b)

Der nördliche Teil der über 6 km langen Geländeformation befindet sich zwischen High Peak in Derbyshire und Sheffield in South Yorkshire. Der höchste Punkt ist High Neb mit 458 m ASL. Im 19. und frühen 20. Jahrhundert wurden in bestimmten Gegenden aus dem Gestein von Stanage Mahlsteine hergestellt. Heute noch können am Abhang gehauene, aber nie abtransportierte Mahlsteine gesehen werden.
Ein befestigter Tragtierweg verlief entlang der oberen Geländekante, wovon Reste heute noch gesehen werden können. Ebenso existieren Überbleibsel einer Römerstraße, die durch den Geländeabbruch von Templeborough nach Brough-on-Noe führte, das Hallam Moor durchquerte und Stanedge Pole, eine antike Wegmarke auf dem Weg nach Sheffield, passierte. Einige Grenzmale entlang der Höhenlinie sind sogar noch älter. Eine bekannte Höhle in der Klippe von Stanage Edge wird als Robin Hood's Cave bezeichnet.

## Felsklettern

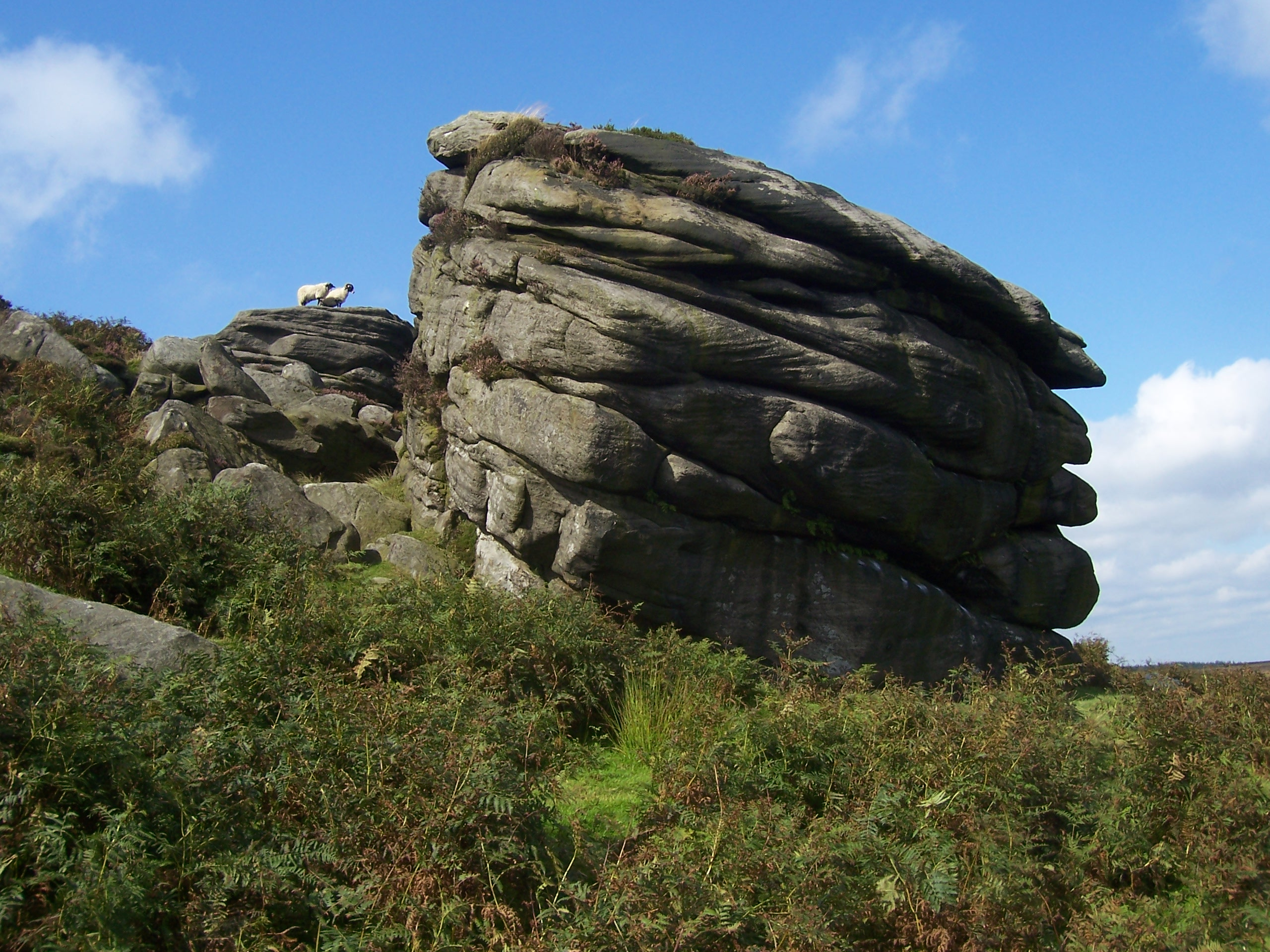
Der Cowper Stone, südlichster Punkt von Stanage Edge

Stanage Edge ist ein beliebtes Ziel für Wanderer, Paraglider und Felskletterer im Peak District. Die Geländekante verläuft  nordwärts von Cowper Stone nach Stanage End. Die nördlichen Klippen werden als Burbage Rocks, Froggatt Edge; Curbar Edge, Baslow Edge und Birden Edge bezeichnet. Der südlichste Punkt von Stanage Edge ist ein mächtiger Sandsteinblock namens „Cowper Stone“.
Obwohl die Geländekante nur etwa 30 m Höhenunterschied beträgt, ist sie einer der beliebtesten Treffpunkte für Kletterer in Großbritannien. Sie bietet eine Fülle von Kletterrouten. Am Stanage Edge befindet sich auch die anspruchsvolle Right Unconquerable (HVS 5a), deren Erstbegehung im Jahr 1949 von Joe Brown als Meilenstein in der britischen Kletterei gilt. Die 5 km lange „Girdle Travers“ ist die längste Kletterroute in Großbritannien. Sie wurde 1992 erstmals von dem britischen Kletterer Ron Fawcett komplett begangen und wird mit dem Schwierigkeitsgrad „E5 6b(ish)“ geführt.

## Sonstiges
- Stanage Edge war 2005 Drehort für die Jane-Austen-Romanverfilmung Stolz und Vorurteil. In einer Einstellung steht Hauptdarstellerin Keira Knightley auf einem Felsen über dem Abgrund von Stanage Edge.
- Für die BBC-Produktion Jane Eyre aus dem Jahr 2006 diente Stanage ebenfalls als Drehort.